# 623 (numero)
Seicentoventitré è il numero naturale dopo il 622 e prima del 624.

## Proprietà matematiche
- È un numero dispari.
- È un numero composto, con 4 divisori: 1, 7, 89, 623. Poiché la somma dei suoi divisori (escluso il numero stesso) è 97 < 623, è un numero difettivo.
- È un numero semiprimo.
- È un numero omirpimes.
- È un numero felice.
- È un numero congruente.
- È un numero odioso.
- È un numero intero privo di quadrati.
- È parte delle terne pitagoriche (273, 560, 623), (623, 2136, 2225), (623, 3936, 3985), (623, 27720, 27727), (623, 194064, 194065).

## Astronomia
- 623 Chimaera è un asteroide della fascia principale del sistema solare.
- NGC 623 è una galassia ellittica della costellazione dello Scultore.

## Astronautica
- Cosmos 623 è un satellite artificiale russo.